# Marcillé-la-Ville
Marcillé-la-Ville – miejscowość i gmina we Francji, w regionie Kraj Loary, w departamencie Mayenne.
Według danych na rok 1990 gminę zamieszkiwało 656 osób, a gęstość zaludnienia wynosiła 24 osób/km² (wśród 1504 gmin Kraju Loary Marcillé-la-Ville plasuje się na 750. miejscu pod względem liczby ludności, natomiast pod względem powierzchni na miejscu 344.).